# Bombyx
Bombyx is een geslacht van vlinders uit de familie van de echte spinners (Bombycidae).

## Soorten
- B. barnardi Lucas, 1895
- B. crenulata Lucas, 1893
- B. dapsilis Perty, 1833
- B. horsfieldi Moore, 1859
- B. incomposita van Eecke, 1929
- B. lemee-pauli Lemée, 1950
- B. mandarina (Moore, 1872)
- B. mori Linnaeus, 1758 - zijdevlinder
- B. polygoni Savigny, 1816